# Juan D'Arienzo

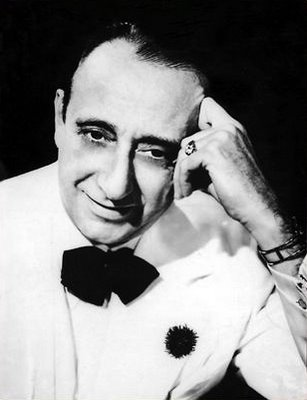
Juan D'Arienzo.

Juan D'Arienzo, född 14 december 1900, död 14 januari 1976, argentinsk tangomusiker. Kallades på spanska "El Rey del Compas" ("rytmens konung").